# Clibanarius
Clibanarius és un gènere de crustacis decàpodes de la família dels Diogenidae. És un bernat ermità ja que viu dins les closques abandonades de mol·luscs gastròpodes.

## Taxonomia
- Clibanarius africanus Aurivillus, 1898
- Clibanarius albidigitus Nobili, 1901
- Clibanarius ambonensis Rahayu & Forest, 1993
- Clibanarius antennatus Rahayu & Forest, 1993
- Clibanarius antillensis Stimpson, 1859
- Clibanarius arethusa de Man, 1888
- Clibanarius astathes (Stebbing, 1924)
- Clibanarius bimaculatus (De Haan, 1849)
- Clibanarius bistriatus Rahayu & Forest, 1993
- Clibanarius boschmai Buitendijk, 1937
- Clibanarius carnifex Heller, 1861
- Clibanarius chapini Schmitt, 1926
- Clibanarius clibanarius (Herbst, 1791)
- Clibanarius cooki Rathbun, 1900
- Clibanarius corallinus (H. Milne Edwards, 1848)
- Clibanarius cruentatus (H. Milne Edwards, 1848)
- Clibanarius danai Rahayu & Forest, 1993
- Clibanarius demani Buitendijk, 1937
- Clibanarius digueti Bouvier, 1898
- Clibanarius elongatus (H. Milne Edwards, 1848)
- Clibanarius englaucus Ball & Haig, 1972
- Clibanarius erythropus (Latreille, 1818)
- Clibanarius eurysternus (Hilgendorf, 1879)
- Clibanarius fonticola McLaughlin & Murray, 1990
- Clibanarius foresti Holthuis, 1959
- Clibanarius harisi Rahayu, 2003
- Clibanarius hirsutimanus Kobjakova, 1971
- Clibanarius humilis (Dana, 1851)
- Clibanarius inaequalis (De Haan, 1849)
- Clibanarius infraspinatus (Hilgendorf, 1869)
- Clibanarius janethaigae Hendrickx & Esparza-Haro, 1997
- Clibanarius laevimanus Buitendijk, 1937
- Clibanarius lineatus (H. Milne Edwards, 1848)
- Clibanarius longitarsus (De Haan, 1849)
- Clibanarius merguiensis de Man, 1888
- Clibanarius nathi Chopra & Das, 1940
- Clibanarius olivaceus Henderson, 1915
- Clibanarius pacificus Stimpson, 1858
- Clibanarius padavensis de Man, 1888
- Clibanarius ransoni Forest, 1953
- Clibanarius rhabdodactylus Forest, 1953
- Clibanarius rosewateri Manning & Chace, 1990
- Clibanarius rubroviria Rahayu, 1999
- Clibanarius rutilus Rahayu, 1999
- Clibanarius sachalinicus Kobjakova, 1955
- Clibanarius sclopetarius (Herbst, 1796)
- Clibanarius senegalensis Chevreux & Bouvier, 1892
- Clibanarius serenei Rahayu & Forest, 1993
- Clibanarius signatus Heller, 1861
- Clibanarius similis Rahayu & Forest, 1993
- Clibanarius snelliusi Buitendijk, 1937
- Clibanarius striolatus Dana, 1852
- Clibanarius symmetricus (Randall, 1840)
- Clibanarius taeniatus (H. Milnne Edwards, 1848)
- Clibanarius tricolor (Gibbes, 1850)
- Clibanarius virescens (Krauss, 1843)
- Clibanarius vittatus (Bosc, 1802)
- Clibanarius willeyi Southwell, 1910
- Clibanarius zebra (Dana, 1852)

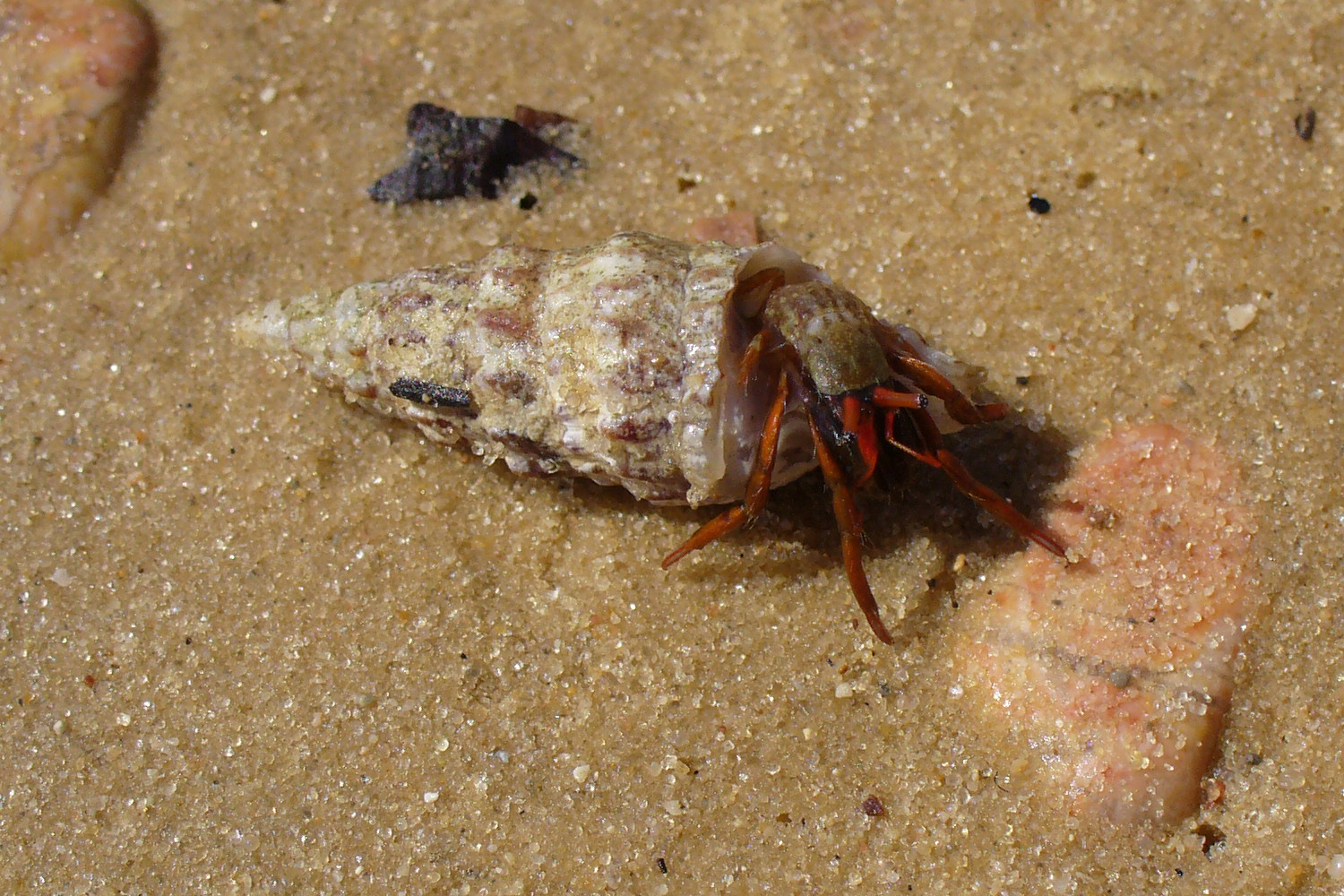
Clibanarius erythropus
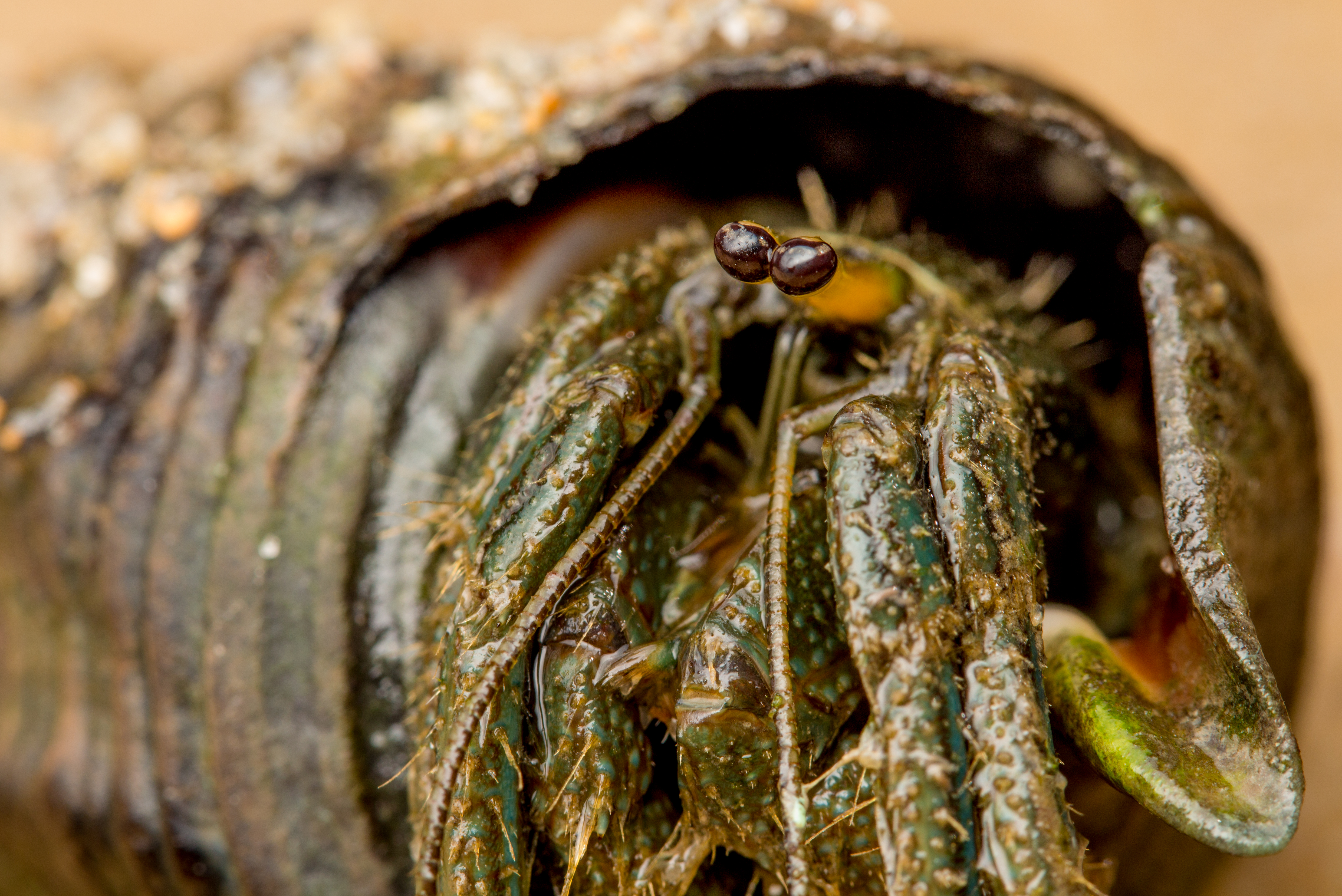
Clibanarius longitarsus
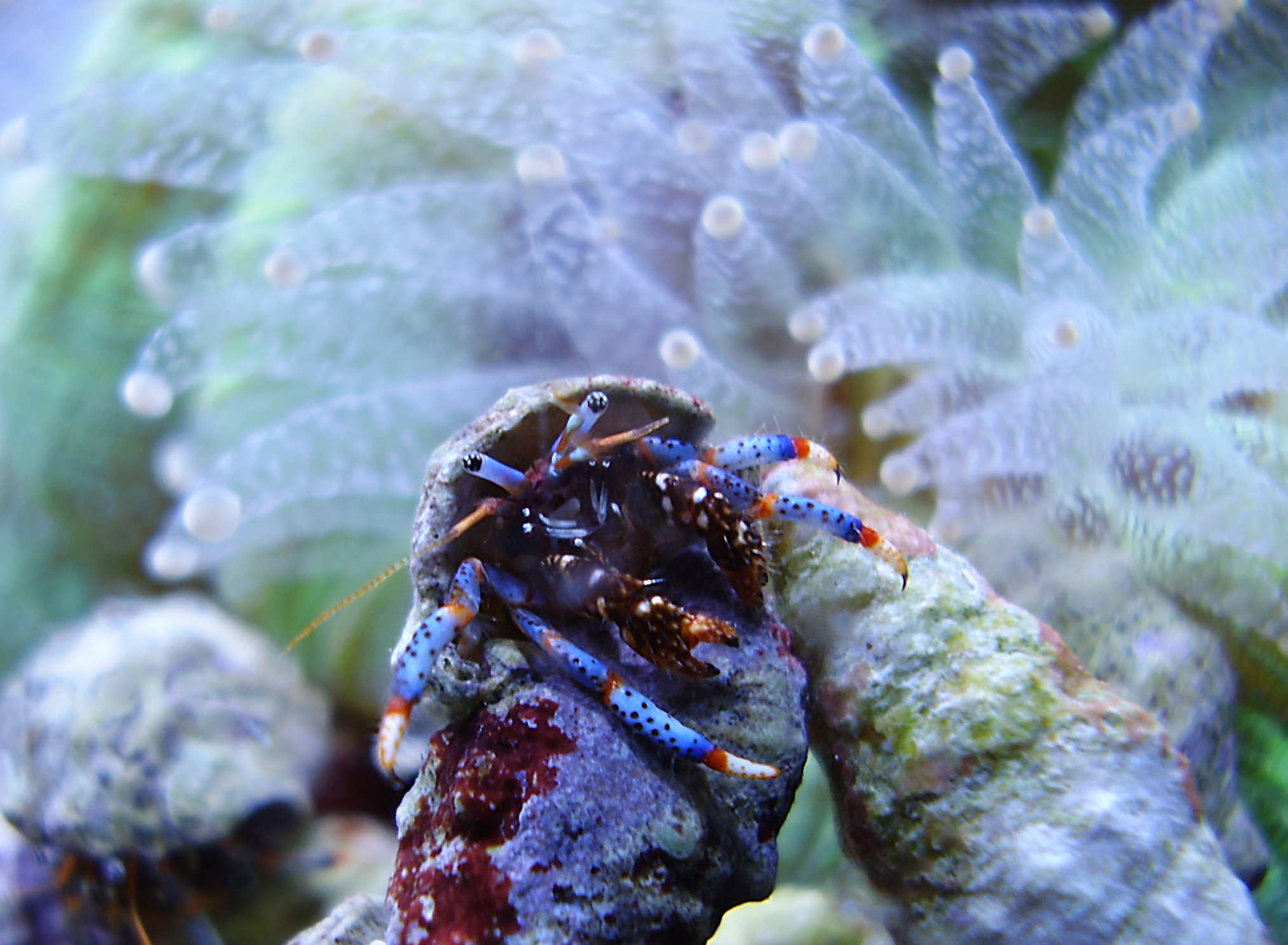
Clibanarius tricolor
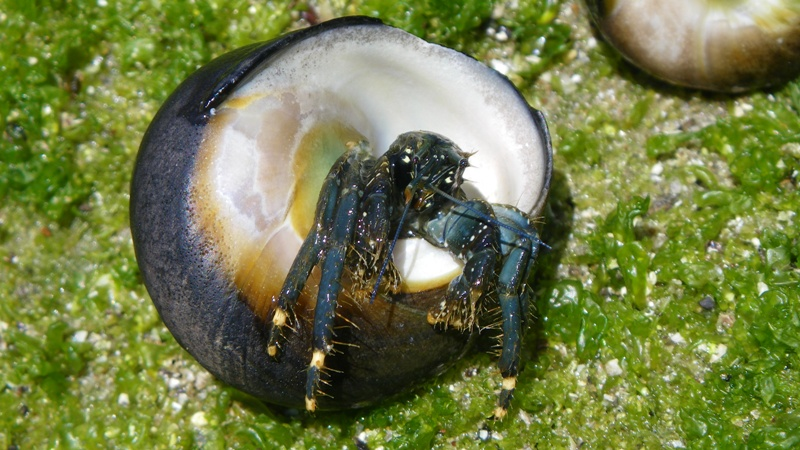
Clibanarius virescens
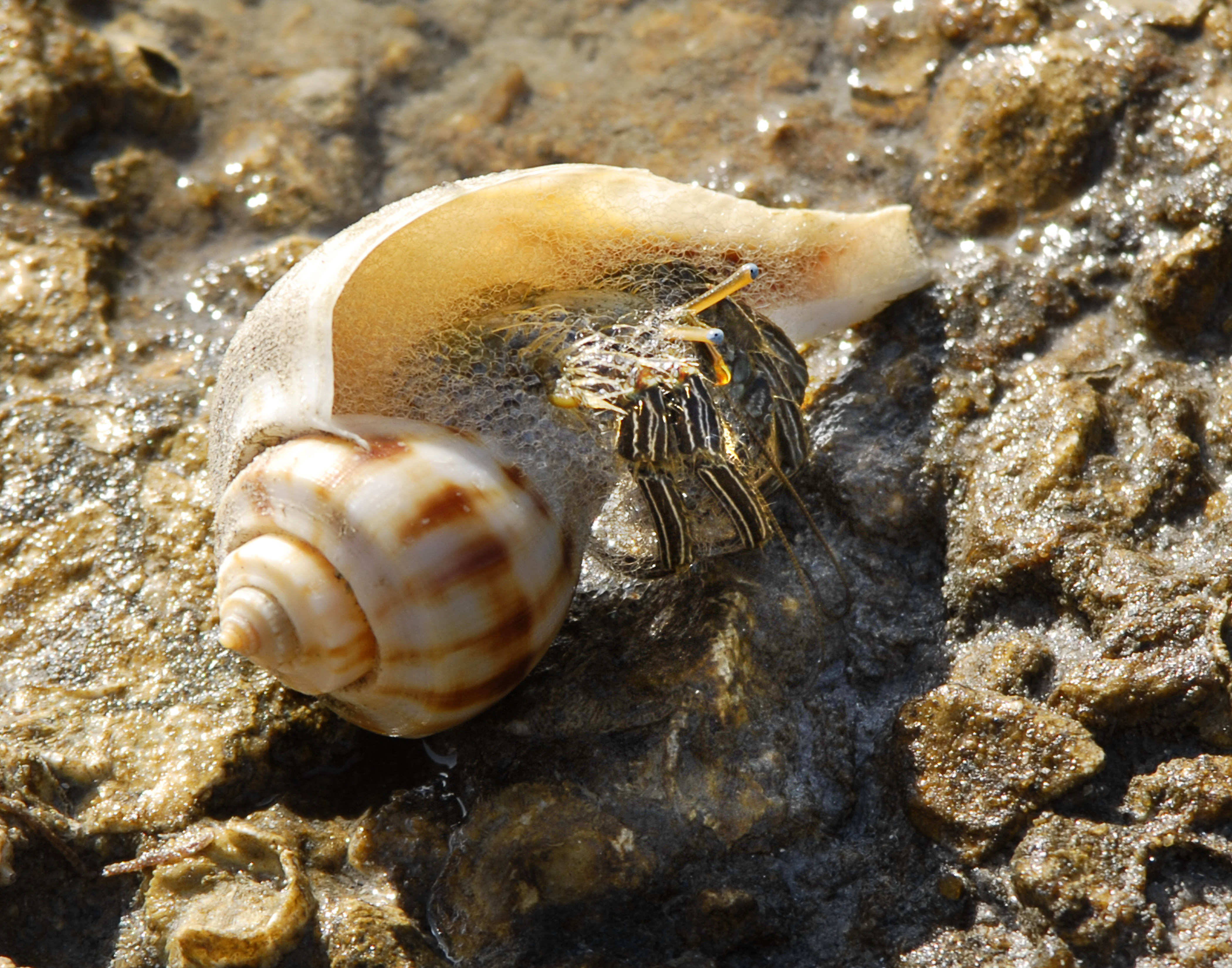
Clibanarius vittatus